# VT-5轻型坦克
VT-5轻型坦克是一款中华人民共和国于2010年代研制设计的出口型轻型坦克，2016年於外銷展上首次公開。

## 研发始末
中國坦克研發上自62式轻型坦克於1960年代出現後再也未多所着墨約半世紀，期間在1970年代研制过轻型坦克，但未能进入部队服役。但进入21世紀後信息戰場上威脅多樣化各種單兵飛彈和無人機造成重大威脅，同時戰場有向城市游擊戰常態化的方向，「坦克特戰化」的軍事理論被提上檯面，認為大規模裝甲集群對戰已經不太可能出現，一種快速機動運輸且能分散穿梭於城市的輕坦有其更大價值，且眾多水網稻田和低承重橋梁的戰場上，传统主戰坦克有施展不開的疑慮。
自用型15式轻型坦克和和外銷型VT-5轻型坦克於2007年被提上研發日程。2016年於珠海航展上VT-5轻坦向外界公開，在外观上显示出与15式轻型坦克有诸多不同。2017年8月7日在包头进行中国兵器“装甲与反装甲日”活动上，VT-5进行了机动性能和实弹射击等演示。2018年第十二屆珠海航展上VT-5和VT-2、VT-4、數輛輪型裝甲車做搭配进行动态演練。三年间从外观上看附加装甲结构没有完全的固定状态，得益于模块化的设计思路，一直在发生变化。

## 概况
VT-5是专门研制的轻量化主战坦克，是用于特殊地区代替传统主战坦克执行对敌装甲目标和工事的摧毁。雖然VT-5屬於防護力較不足的輕裝甲戰車，但諸多成熟科技被加以運用，例如模块化裝甲可以根據威脅高低換裝更重但防禦更強的裝甲塊以增强防护水平，也可在低威脅情況下以輕裝甲上陣換取高速機動性，在不同的防御等级下车重33~36吨。新型射控系統亦可保證其火力能確實打擊目標。值得一提是VT-5配備了GL5型主动防护系统，車上的小型雷達能偵測來襲的敵方砲彈、飛彈，並自動射出攔截彈擊落，大幅提高VT-5的戰場生存能力。
VT-5坦克车体体和炮塔由复合装甲保护。车体正面安装反应装甲，以应对正面来袭的重火力打击，车体侧面用厚重的装甲组件替换中国坦克传统的轻质裙板，安装格栅装甲保护车体后部动力舱室和炮塔的后半部。炮塔正面装有楔形间隔装甲。炮塔顶部可安装附加装甲增强防护。相比较15式的楔形炮塔正面装甲，VT-5的炮塔装甲外形上显得更加方正。
VT-5坦克与15式轻坦一样，使用中国研发的长身管105毫米口径线膛坦克炮，整装弹药配有脱壳穿甲弹、空心装药破甲弹和多用途杀伤爆破榴弹，还能发射激光驾束制导炮射反坦克导弹，炮塔后部是尾舱式自动装弹机，炮塔后面有用于补弹的舱门。炮塔上有一座遥控武器站可集成7.62毫米、12.7毫米口径机枪和35毫米自动榴弹发射器。观测系统包括车长独立周视仪、炮长用的上反式瞄准系统，横风传感器和激光警告器，具备“猎-歼”能力。
VT-5採用全自動換檔的的综合传动系统，150系列8缸883匹马力涡轮增压柴油发动机，双流传动系统使坦克有原地轉向能力，履带是轻结构的单销履带。驾驶员使用方向盘操控。VT-5能涉水1.2米，加掛涉水套件後能跨越更深水域。

## 使用国
- - 2019年确认采购44辆，是首个出口订单。计划采购总量为140辆[5]。

## 参看
- 15式轻型坦克
- VT-1
- VT-2
- VT-3
- VT-4